# Leucania dorsalis
Leucania dorsalis är en fjärilsart som beskrevs av Walker 1856. Leucania dorsalis ingår i släktet Leucania och familjen nattflyn. Inga underarter finns listade i Catalogue of Life.